# Fets de Cabeza del Buey
Els fets de Cabeza del Buey va ser un esdeveniment succeït durant la guerra civil espanyola en el context de la lluita per l'hegemonia en la rereguarda del bàndol republicà. S'inicia el 26 de novembre de 1936 quan es van amotinar els reclutes concentrats en aquesta localitat de la província de Badajoz una vegada ocupada la capital.

## La lluita per l'hegemonia en la rereguarda
Les diferents forces polítiques intenten per controlar les unitats que s'anaven formant, circumstància que produeix tensions en la rereguarda. La ferma voluntat del Partit Comunista d'Espanya per aconseguir l'hegemonia desencadena l'esdeveniment ocorregut a Cabeza del Buey els últims dies de novembre de 1936.
| «                                                       | "...Vivíem la nostra nit negra, sense un raig de llum, i sense una orientació completa del que haguéssim de fer. En la nostra bona fe mai vam creure que els interessos polítics arribessin a l'extrem que estaven arribant. El comunista P. Martínez Cartón, no demostrava cap interès que no fos per qüestions de proselitisme a favor del seu partit, per a ell no existia guerra, problema del camp ni res; solament existia una rereguarda a la que calia imposar una política exòtica. El Comissari de Guerra, Antonio Villarroel, només demostrava la seva atenció a quantes qüestions denotessin ser una immoralitat, administrativa o sexual. Era el virrei d'Extremadura, amo absolut de tot quant li semblava. La incapacitat i la complicitat del Jutge Militar, Anselmo Trejo, vetllava per la seguretat personal dels citats elements, i per sobre de tots, com un déu inexistent, estava la persona de Juan Casado, Governador Civil de la província..." | » |
| — Butlletí d'Informació publicat per la CNT a Castuera, | |   |

Les milícies extremenyes, al comandament dels capitans Rodríguez Medina i Jiménez, centren la seva labor en la neteja de la rereguarda, al·lusió als assassinats duts a terme per aquestes forces a Azuaga i Granja de Torrehermosa.

## Els fets
Pedro Martínez Cartón, diputat comunista per Badajoz, estableix una oficina de reclutament a Cabeza del Buey amb la intenció de formar la 16a Brigada Mixta, exigint el reclutament forçós de tots menors 45 anys. El cap militar de la plaça, comandant José Rodríguez Pérez, reuní als nous reclutes en el camp d'aviació, circulant el rumor que l'aviació del bàndol nacional els metrallaria en aquell lloc. Les dones es van encarregar de difondre aquesta desencadenant un motí: l'oficina de reclutament va ser assaltada i el Comandant Rodríguez i els membres del seu escorta detinguts.
El Comitè Local format per ugetistes, anarquistes i republicans d'esquerra es fa càrrec de la localitat. Els reforços arribats de Castuera controlen la situació destituint i empresonant al Comitè Local.
| «                           | "...Antonio Villarroel, comissari de guerra i membre del Partit Comunista, Anselmo Trejo, jutge militar de la zona i Juan Casado, socialista i governador civil, van formar un tribunal que va condemnar a mort als revolucionaris més distingits en els successos, sobretot anarquistes i algun ugetista, que serien afusellats en les nits següents al costat de nombrosos dretans, aquests últims sense cap relació amb el succeït..." | » |
| — Ángel David Martín Rubio. | |   |

Al Registre Civil de Cabeza del Buey es van inscriure amb posterioritat a l'ocupació pels nacionals un total de seixanta-tres defuncions violentes ocorregudes entre el 26 i el 30 de novembre. A més dels dretans assassinats, el nombre d'esquerrans afusellats a Cabeza del Buey fou tretze.

## Conseqüències
Olegario Pachón, militant anarquista, evocava així el desenllaç d'aquest conflicte:
| « | "...Per fi els comunistes es van sortir amb la seva de no permetre que a Extremadura existissin altres forces militars organitzades que les d'ells. Aquesta regió havia estat sempre un feu de la UGT i del partit socialista. Però després de la traïció de Margarita Nelken, que es va passar amb armes i bagatges al Partit Comunista, unit a la complicitat d'altres diputats socialistes que van abandonar la regió durant la guerra per establir-se a Madrid, van deixar lliure el camí a Pedro Martínez Cartón i a Margarita Nelken, que van transformar en pocs mesos el panorama polític de la província de Badajoz, convertint-la en un vedat del Partit Comunista..." | » |

Cabeza del Buey, capital de província entre el 24 de juliol i el 12 d'agost de 1938, es convertiria en la caserna general del VII Cos d'Exèrcit a les ordres del coronel Mena beneficiant-se de la proximitat del nus ferroviari d'Almorchón.